# بوسو أليغري
بوسو أليغري هي بلدية في البرازيل، تتبع ميناس جرايس، بلغ عدد سكانها 130٬615  نسمة، في 2010، تبلغ مساحتها 543٫068 كيلومتر مربع، رمزها البريدي هو 37550-000 até 37561-999.

## الموقع
تشترك في الحدود مع:
- Congonhal [الإنجليزية]‏
- Santa Rita do Sapucaí [الإنجليزية]‏
- Borda da Mata [الإنجليزية]‏
- Cachoeira de Minas [الإنجليزية]‏.

## أعلام
- أندريه لويس
- كريستيانو فيليسيو
- لياندرو لورنسو فرانكو